# Interpass Ridge
Interpass Ridge är en ås i Kanada.   Den ligger på gränsen mellan provinserna Alberta och British Columbia, i den centrala delen av landet, 3 300 km väster om huvudstaden Ottawa.
I omgivningarna runt Interpass Ridge växer i huvudsak barrskog. Trakten runt Interpass Ridge är nära nog obefolkad, med mindre än två invånare per kvadratkilometer.